# Never Alone (álbum)
Never Alone é o terceiro álbum de estúdio da cantora estadunidense Amy Grant, lançado em 1980.

## Faixas
1. "Look What Has Happened to Me"
 (Gary Chapman) — (3:12)
2. "So Glad"
 (Amy Grant, Brown Bannister, Chris Christian) — (4:40)
3. "Walking Away with You"
 (Grant, Chris Christian, Chapman) — (4:24)
4. "Family"
 (Grant) — (2:44)
5. "Dont Give Up on Me"
 (Grant, Chapman) — (3:54)
6. "That's the Day"
 (Bruce Hibbard, Hadley Hockensmith, Kelly Willard) — (3:41)
7. "If I Have to Die"
 (Grant) — (3:44)
8. "All I Ever Wanted to Be"
 (Chapman) — (2:34)
9. "It's a Miracle"
 (Chris Christian, Chapman) — (2:58)
10. "Too Late"
 (Grant, Bannister, Chris Christian) — (3:15)
11. "First Love"
 (Dawn Rogers) — (2:49)
12. "Say Once More"
 (Brian Carr, Gwen Moore) — (2:26)